# (23537) 1993 SA6
A (23537) 1993 SA6 a Naprendszer kisbolygóövében található aszteroida. Eric Walter Elst fedezte fel 1993. szeptember 17-én.